# Ijob
| Ketuvim (Schriften) des Tanach                                                                      |
| --------------------------------------------------------------------------------------------------- |
| Sifrei Emet (poetische Bücher)                                                                      |
| - סֵפֶר תְּהִלִּים – Buch der Psalmen - אִיּוֹב – Ijob - מִשְלֵי שְׁלֹמֹה – Sprüche Salomos                          |
| חמש מגילות – Megillot (Festrollen)                                                                  |
| - רוּת – Buch Rut - שִׁיר הַשִּׁירִים – Hoheslied - קֹהֶלֶת – Kohelet - אֵיכָה – Klagelieder - אֶסְתֵּר – Buch Ester |
| Übrige                                                                                              |
| - דָּנִיּאֵל – Daniel - עֶזְרָא – Esra (einschließlich Nehemia) - דִּבְרֵי הַיָּמִים – Chronik (1–2 Chr)            |

| Lehr- bzw. Weisheitsbücher des Alten Testaments |
| --- |
| - Ijob (Hiob, Job) - Buch der Psalmen - Buch der Sprichwörter (Sprüche) - Kohelet (Prediger) - Hoheslied - Buch der Weisheit (katholisch und griech.-orthodox) - Jesus Sirach (Ecclesiasticus) (katholisch und griech.-orthodox) - Gebet des Manasse (griech.-orthodox) Namen nach dem ÖVBE. Pseudepigraphen der Septuaginta sind kursiv gesetzt. |

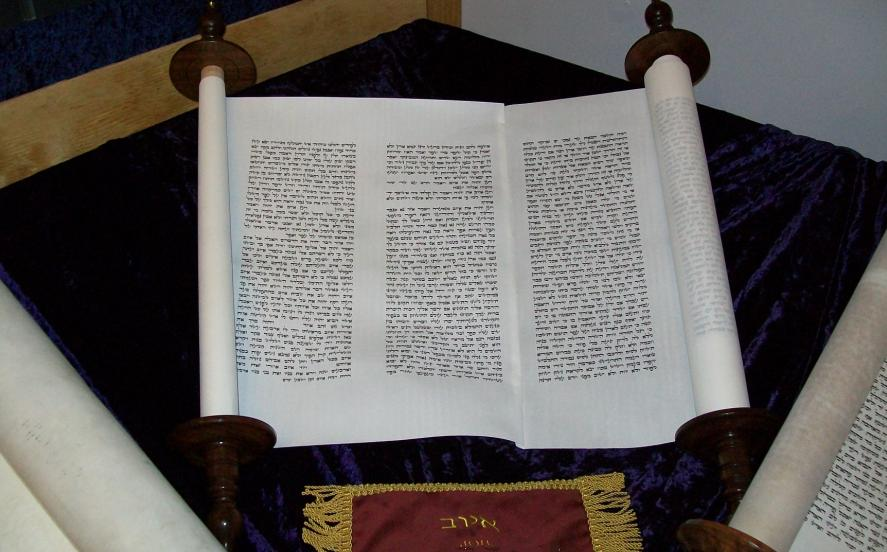
Schriftrolle des Ijob

Ijob oder Hiob (auch Job; hebräisch אִיּוֹב ʾIjjôḇ, altgriechisch Ἰώβ Iṓb, lateinisch Iob, arabisch أَيُّوب ʾAyyūb) bezeichnet eine biblische Person, einen „Gerechten aus dem Land Uz“, und das nach ihm benannte Buch des Tanach. Die Rahmenhandlung beschreibt, wie der jüdische Gott JHWH Ijobs Leiden zulässt, seine Freunde verurteilt und Ijobs Treue am Schluss belohnt. Die Dialoge zwischen Ijob und seinen Freunden, Ijob und JHWH im Mittelteil zeigen und behandeln die Krise des Tun-Ergehen-Zusammenhangs und das theologische Problem der Theodizee.
Vom Namen und Schicksal Ijobs ist der Ausdruck Hiobsbotschaft abgeleitet.

## Name
Die Etymologie des hebräischen Namens אִיּוֹב ʾIjjôḇ ist unklar, wird aber häufig mit dem Radikal איב ʾjḇ, deutsch ‚hassen, feindlich sein‘, in Verbindung gesetzt, wodurch man den Namen als „der Verhasste“ deuten könnte. Die im deutschsprachigen Raum gebräuchliche Schreibung Hiob kommt von der mittellateinischen Konvention, den Buchstaben H vor einem I zu schreiben, um das I in Iob nicht als Halbvokal zu lesen.

## Inhalt

### Aufbau
Das Buch ist dreigeteilt in einen Prolog (Kapitel 1–2), einen Dialogteil (3–42,6) und einen Epilog (42,7–17). Prolog und Epilog in Prosa bilden die Rahmenhandlung, in die die Dialogreden in Versform eingebettet sind. Der Prolog gliedert sich in eine Exposition und fünf Szenen mit einer doppelten Prüfung und Bewährung Ijobs im Leid:
| Text    | Inhalt |
| ------- | --- |
| 1,1–5   | Exposition: Ijobs Frömmigkeit und Glück                                                                                        |
| 1,6–12  | Himmelsszene: Satan bezweifelt Ijobs Uneigennützigkeit. JHWH erlaubt ihm, Ijobs ganzen Besitz anzutasten                       |
| 1,13–22 | Ijob verliert Vieh und Kinder, ohne sich gegen JHWH aufzulehnen                                                                |
| 2,1–7a  | Himmelsszene: Satan bezweifelt weiter Ijobs Frömmigkeit. JHWH erlaubt ihm, Ijob mit Krankheit zu schlagen, ohne ihn zu töten   |
| 2,7b–10 | Ijob wird mit Geschwüren geschlagen und von seiner Frau zum Verfluchen JHWHs aufgefordert. Er hält an seiner Frömmigkeit fest. |
| 2,11–13 | Drei Freunde besuchen Ijob, um ihn zu trösten.                                                                                 |

Der Dialogteil ist wie folgt gegliedert:
| Text      | Inhalt                               |
| --------- | ------------------------------------ |
| 3         | Monolog: Ijobs Klage                 |
| 4–28      | Dialoge der drei Freunde mit Ijob    |
| 29–31     | Monolog: Ijob fordert Gott heraus    |
| 32–37     | Vier Reden Elihus                    |
| 38–42,1–6 | Zwei Reden JHWHs und Antworten Ijobs |

Dabei bilden die Monologe den Rahmen für die Dialoge Ijobs mit den drei Freunden und weisen auf die Gottesreden voraus. Die Reden des vierten, zuvor ungenannten Freundes wirken daher als Einschub. Der Epilog kommt auf den Prolog zurück:
| Text     | Inhalt                                                  |
| -------- | ------------------------------------------------------- |
| 42,7–9   | JHWH urteilt über die drei Freunde                      |
| 42,10–17 | JHWH rechtfertigt Ijob und stellt sein Glück wieder her |

### Rahmenerzählung

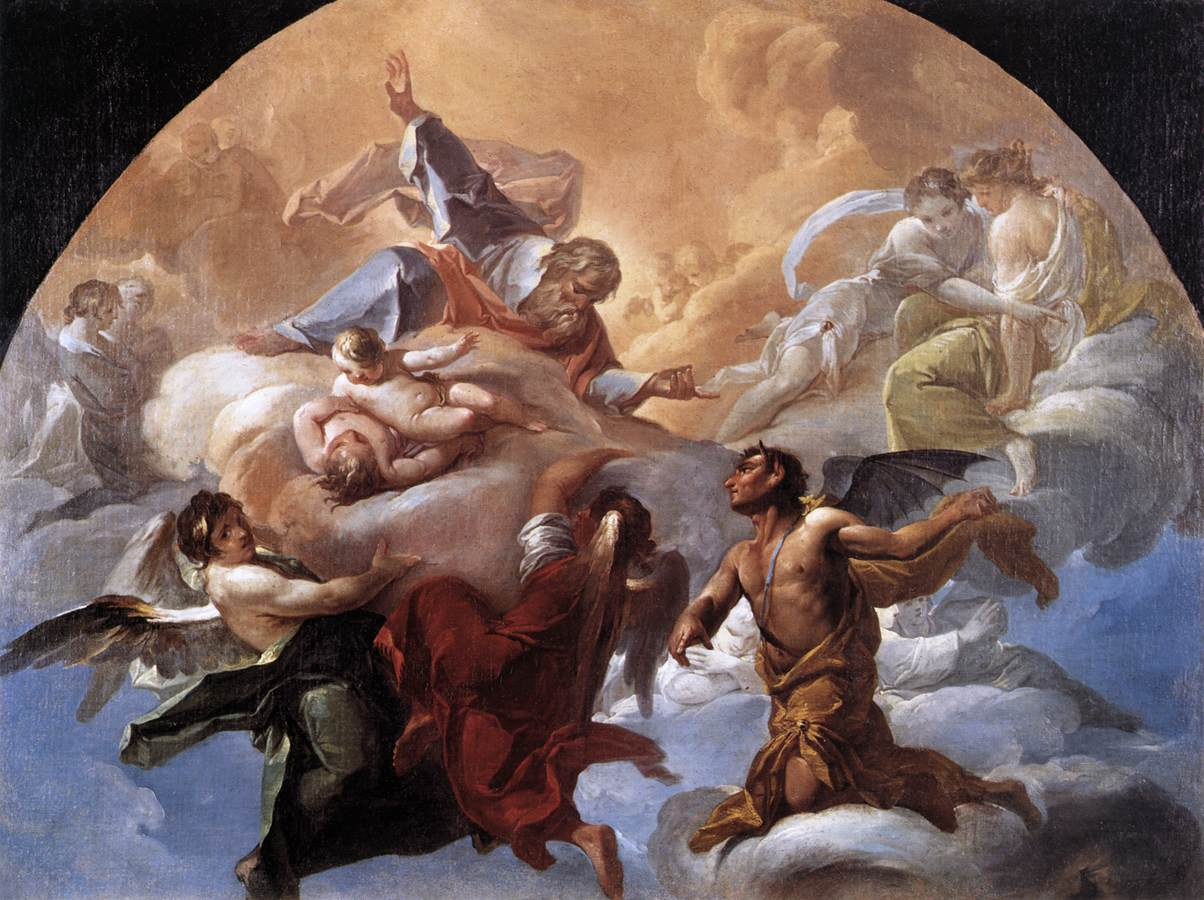
Corrado Giaquinto: Satan erscheint vor Gott. Ölgemälde, ca. 1750

- Prolog: Ijob lebt mit seiner Frau und zehn Kindern als wohlhabender Mann im unbekannten Land Uz. Er besitzt 11.000 Tiere (Kamele, Schafe, Rinder und Esel) und hat zahlreiche Knechte und Mägde (Hi 1,1–3 EU). Er wird als frommer Mann geschildert. Auf Gottes Frage (Hi 1,8 EU: „Hast du auf meinen Knecht Ijob geachtet? Seinesgleichen gibt es nicht auf der Erde, so untadelig und rechtschaffen, er fürchtet Gott und meidet das Böse.“) antwortet der Satan, Ijob sei nur so lange fromm, wie er in angenehmen Verhältnissen lebe (Hi 1,9–11 EU: „Geschieht es ohne Grund, dass Ijob Gott fürchtet?“) und schlägt vor, Ijobs Gottesfurcht auf die Probe zu stellen. Gott lässt den Verlust allen Besitzes Ijobs zu sowie den plötzlichen Tod seiner zehn Kinder. Ijob nimmt die Schicksalsschläge an, ohne Gott zu verfluchen. Als Gott daraufhin dem Satan gegenüber die Frömmigkeit Ijobs rühmt, verlangt der Versucher, dass er Ijobs Gesundheit schädigen darf. Gott lässt auch das zu, und Ijob erkrankt an einem bösartigen Geschwür „von der Fußsohle bis zum Scheitel“. Obwohl ihn seine Frau nun auffordert, diesen Gott, der so etwas zulässt, zu verfluchen, bleibt Ijob bei seiner gottesfürchtigen Einstellung: „Nehmen wir das Gute an von Gott, sollen wir dann nicht auch das Böse annehmen?“ (Hi 2,10 EU).

Die Nachrichten von den Schicksalsschlägen, die Ijob in kurzer Folge ereilen, überbringt ihm jeweils ein Knecht, der als einziger den Schlag überlebte. Daher stammt der umgangssprachliche Ausdruck „Hiobsbotschaft“ für eine schlimme Unglücksnachricht.
- Im Epilog (Hi 42 EU) belohnt Gott Ijobs Treue. Weil er in all seinem Leid, seiner Armut und seiner Trauer seinem Gott dennoch die Treue hielt, erlöst Gott ihn von der Krankheit und segnet sein weiteres langes Leben damit, dass er ihn das Doppelte seines früheren Besitzes erwerben lässt. Auch werden Ijob sieben Söhne und drei Töchter (Jemima, Kezia und Keren-Happuch) geboren.

### Reden

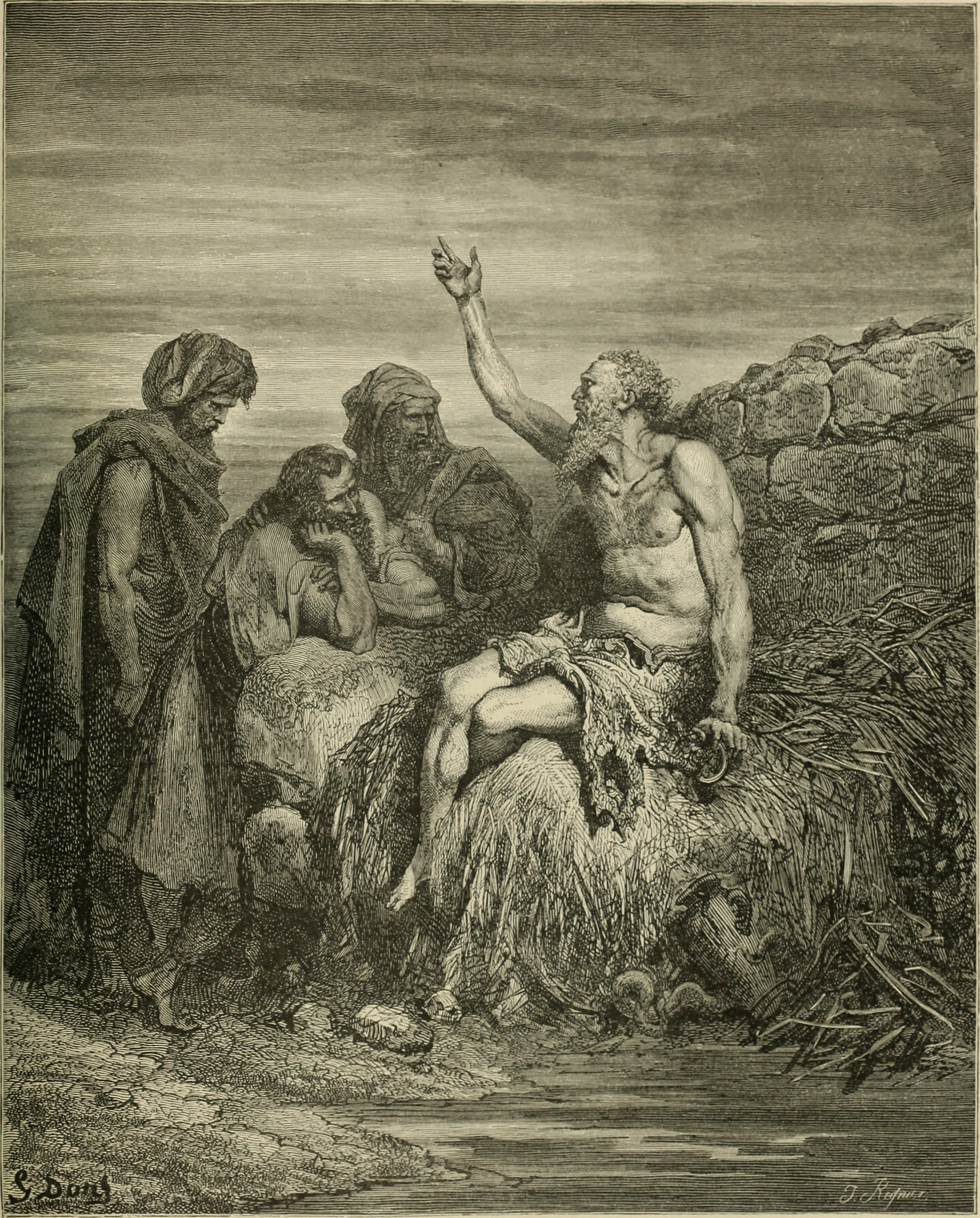
Hiob und seine Freunde, eine der Illustrationen von Gustave Doré für La Grande Bible de Tours (Die Große Bibel von Tours)

- Job von Léon Bonnat (1880)Hiob und seine Freunde, eine der Illustrationen von Gustave Doré für La Grande Bible de Tours (Die Große Bibel von Tours)Dialogteil (3–31): Im Eingangsmonolog (3) klagt Ijob über sein eigenes Leiden, beteuert, es nicht verdient zu haben, und fordert schließlich Gott selbst heraus. In acht Reden der im Prolog genannten Freunde Elifas 3, Bildad 3 und Zofar 2, denen jeweils Ijobs Entgegnung folgt, versuchen die Freunde, ihn zum Geständnis seiner Schuld zu bewegen. Sie sind typische Vertreter der Weisheitslehre: Dem Gerechten geht es gut, dem Gesetzlosen schlecht. Demzufolge muss Ijobs Leiden durch seine Schuld verursacht sein. Die Reden steigern sich, und die beiden Parteien reden immer mehr aneinander vorbei, bis sie sich am Ende nichts mehr zu sagen haben. Es zeigt sich, dass die Freunde Ijob mit ihrer Weisheit nicht weiterhelfen können. Diesem Abschnitt werden auch Ijobs Ausgangsmonologe (27–31) und sein Lied von der Weisheit (28) zugerechnet.

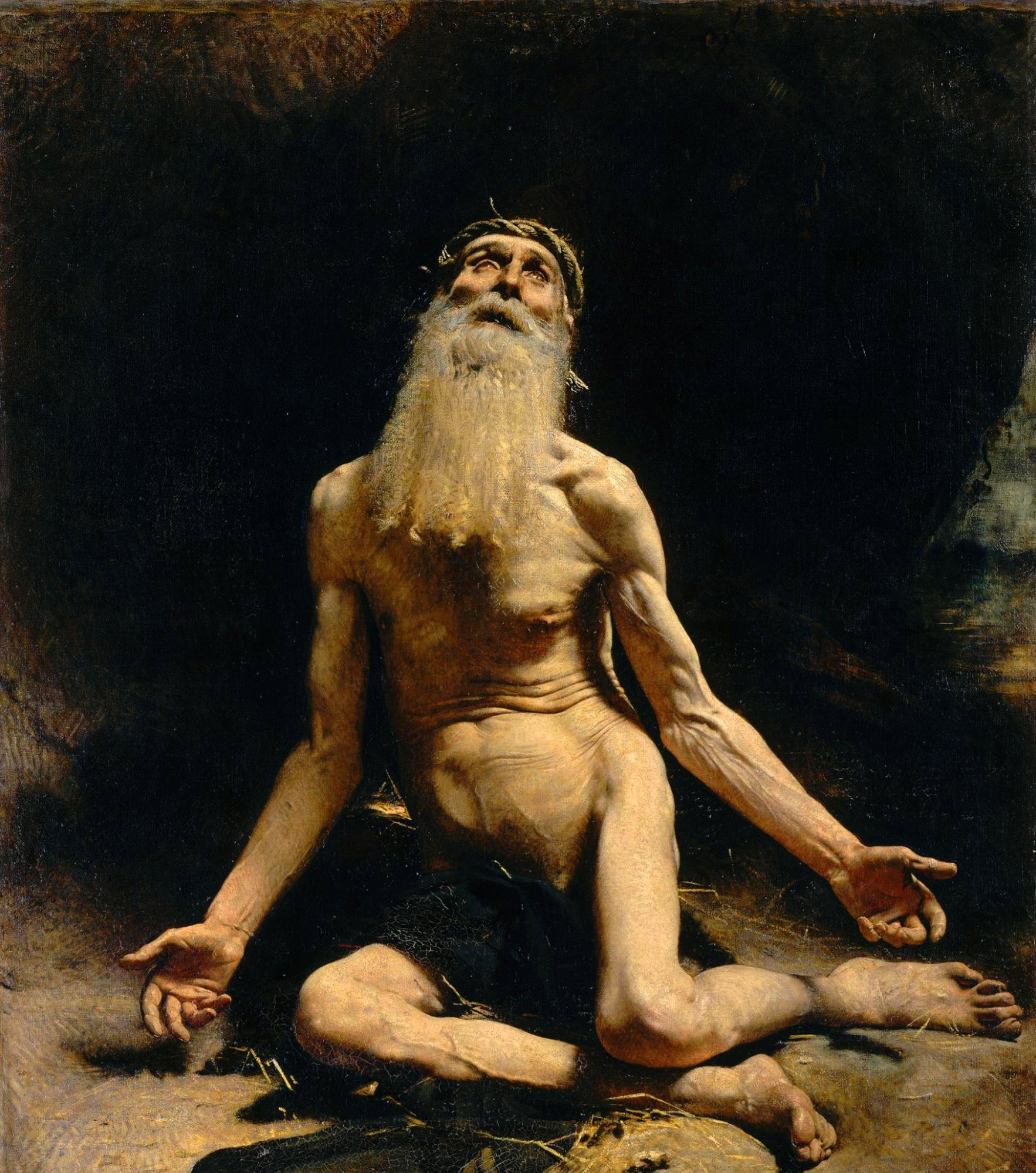
Job von Léon Bonnat (1880)

- Elihureden (32–37): Als vierter Redner betont Elihu als Anwalt Gottes in vier Reden Gottes Allmacht und Größe und stellt das Recht des Menschen, göttliches Wirken zu beurteilen, grundsätzlich in Abrede. Darüber hinaus meint er, dass Gott aufgrund seiner Allmacht auch gütig sein müsse. Dabei lenkt er den Blick weg von der Frage nach dem Grund für das Leid hin zu dem Zweck des Leids.
- Gottesreden (38–41): Letztendlich wendet sich Gott selbst aus einem Gewitter heraus an Ijob. In zwei Reden betont Gott seine Macht und die Herrlichkeit seiner eigenen Schöpfungswerke, zum Beispiel den Wasserkreislauf. Lange redet er über die Großartigkeit der von ihm erschaffenen Tiere und Naturgewalten, über den Leviathan und den Behemoth, woraufhin Ijob in zwei kurzen Antworten (40,4–5; 42,2–6) seine Klagen einstellt. Wichtig dabei ist, dass Gott nicht etwa Ijobs Unschuld in Frage stellt, also den Freunden nicht rechtgibt, sondern die unbegreifliche Größe seines Handelns darstellt. Durch rhetorische Fragen hilft er ihm wahrzunehmen, dass er der Schöpfer von allem sei und Gut und Böse ausschließlich in seinen Händen liege. Weiter erkennt Gott an, dass Ijob entgegen den Behauptungen seiner Freunde schuldlos an seinen Leiden gewesen sei.

Die dichterischen Teile weisen einen oft losen Zusammenhang miteinander und mit der Rahmenerzählung auf. So ist im Dialog von den Umständen, die der Prolog erzählt, in Anspielungen der Freunde die Rede. Hier klagt Ijob nicht über den Verlust seiner Reichtümer und Söhne: Er klagt über die Verachtung seiner Mitmenschen, deren Objekt er geworden ist, und schildert auch seine Krankheitssymptome. Das Auftreten von Elihu geschieht plötzlich, er wird weder davor noch danach noch einmal erwähnt. Die Gottesreden danach thematisieren weder die Argumente der Freunde noch Ijobs Anklagen. Der Prolog dagegen schafft den Rahmen für eine theologische Deutung des nachfolgenden Dialogs, die der Epilog explizit vollzieht, indem die Anklagereden der Freunde verurteilt werden. Zudem bezieht sich der Epilog auf die gleichen Schicksalsschläge, die der Prolog beschrieb.

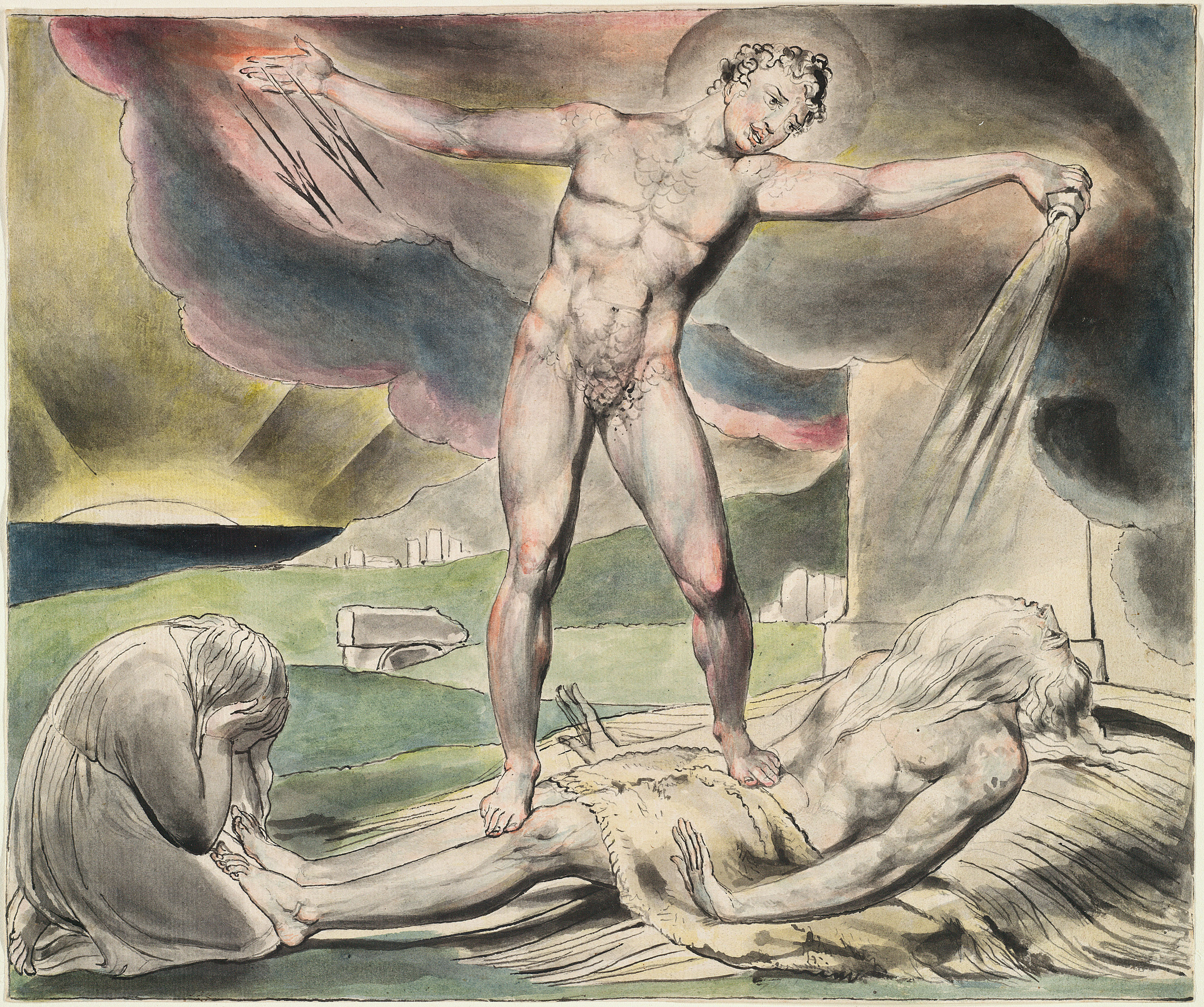
Satan schüttet die Plagen über Hiob aus (Aquarell von William Blake)

## Entstehung

### Paralleltexte

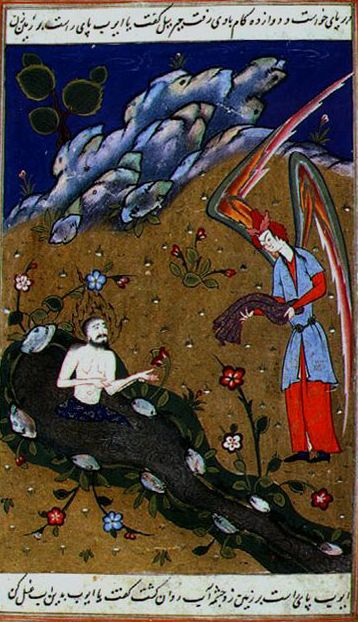
Hiob im heilenden Wasser, aus einer persischen Manuskriptversion der Prophetengeschichten

Thematik, Motive und literarische Gestalt des Ijobbuchs ähneln in mancher Hinsicht anderen altorientalischen und antiken Texten. Zum Vergleich herangezogen wurden unter anderem:
- Der Sumerische Ijob (um 2000 v. Chr.) enthält die Klage eines ungenannten Mannes über sein schweres Leid. Dessen Ursache wird in einer allgemeinen Sündhaftigkeit von Geburt an gesehen. Seine Bitte um Errettung wird erhört, so dass er zuletzt seinen Gott lobt.
- Der Babylonische Ijob (um 1200 v. Chr.) ist ein Loblied mit dem Titel Ludlul bēl nēmeqi: „Ich will preisen den Herrn der Weisheit“. Der Dichter lobt den Gott Marduk, der ihn ohne Grund verlassen und von allen Verwandten und Freunden getrennt, dann aber - durch Traumvisionen angekündigt - gerettet habe.
- In der Babylonischen Theodizee (um 1000–800 v. Chr.) beklagt ein leidender Gerechter die Ungerechtigkeit der Welt, worauf sein Freund auf deren unzugängliche, gottgewollte Ordnung verweist und ihn auffordert, sich demutsvoll an Gott zu wenden.
- In Texten aus dem Alten Ägypten seit etwa 2000 v. Chr. sind weisheitliche Streitgespräche (Papyrus Anastasi I, um 1200 v. Chr.), eine Klage des Bauern, ein Gespräch des Lebensmüden mit seiner Seele und Mahnworte des Ipu-Wer überliefert.
- Auch einige griechische Tragödien von Aischylos (~525–456 v. Chr.) und Euripides (480–406 v. Chr.) behandeln das Verhältnis menschlichen Leidens zur göttlichen Vorsehung oder Ordnung.
- Die Dialoge des Menippos von Gadara (um 400 v. Chr.) gelten einigen Forschern als gemeinsames Vorbild für das Ijobbuch und das Werk De consolatione philosophiae des Boethius (480–524 n. Chr.).

Direkte literarische Abhängigkeiten wurden nicht nachgewiesen. Man schließt jedoch nicht aus, dass die unbekannten Autoren des Ijobbuchs einige Motive und Formmerkmale aus den altorientalischen Paralleltexten gekannt und übernommen haben. Auch die Lokalisierung der Rahmenhandlung im Land Uz verweist eventuell bewusst auf einen allgemeinen orientalischen, nicht spezifisch israelitischen Hintergrund.

### Literarkritik
Deutliche Unterschiede zwischen Rahmenerzählung und Redeteil verweisen auf verschiedene Autoren und einen Wachstumsprozess: Erstere ist in Prosa verfasst, enthält den Gottesnamen JHWH (23-mal) mehr als doppelt so oft wie den Titel Elohim (11-mal) und zeichnet Ijob als Nomadenscheich (1,3; 42,12), der sein Leiden als gottgegeben widerspruchslos annimmt. Dagegen ist der Redeteil in poetischer Versform verfasst, bevorzugt die Gottestitel El, Eloah und Schaddaj (gesamt 127-mal) gegenüber JHWH (6-mal, nur in Einleitungssätzen der Gottesreden) und zeichnet Ijob als Angehörigen der städtischen Oberschicht (29), der sich gegen Gott auflehnt und ihn zum Widerspruch auffordert.
Konsens ist, dass die Rahmenerzählung erheblich älter ist als die Reden und auf eine mündliche Volkssage zurückgeht, die einen Ijob als Gerechten der Urzeit wie Noach und Daniel kannte (Ez 14,12–23 ). Diese wurde später ausgeschmückt und verschriftlicht, wobei zumindest die beiden Himmelsszenen mit der „Wette“ zwischen dem Satan und Gott nachträglich ergänzt wurden. In diese Vorlage betteten spätere Autoren in mehreren Schritten die Redeteile ein. Meist wird angenommen, dass die Elihu-Reden (32–37) zuletzt ergänzt wurden. Denn Elihu taucht weder in der Rahmenhandlung noch den Freundesdialogen auf. Seine Reden unterbrechen Ijobs Ruf zu Gott (31,35) und Gottes Antwort (38,1). Sie werden im Redeteil nicht beantwortet. Ob JHWHs negatives Urteil über die Reden der drei Freunde in der Rahmenhandlung sie betrifft oder ob sie deren Sicht nachträglich kritisieren und korrigieren sollten, ist umstritten.
Der dritte Redegang der drei Freunde (22–28) erscheint unvollständig: Bildads Rede (25) ist viel kürzer als alle vorherigen Reden, Zofar kommt nicht mehr zu Wort. Vielleicht sollte damit schon formal gezeigt werden, dass den Freunden zuletzt die Worte fehlten. Dem widerspricht jedoch, dass Ijobs Antwortrede mit wiederholten Einleitungssätzen (26,1; 27,1; 29,1) verlängert oder aus mehreren Reden kombiniert wurde. Das Lied der Weisheit (28) erscheint formal wie inhaltlich als späterer Einschub. JHWHs zweite Antwortrede wird doppelt eingeleitet (40,1 und 3). Ijobs Antworten zeigen eine Entwicklung: Zuerst will er nicht mehr so weiterreden wie zuvor (40,3–5), dann widerruft er das bisher Gesagte (42,1–6). Viele verschiedene Hypothesen versuchen, diese literarischen Spannungen zu erklären.

### Datierung
Die früheste Grundschicht der Rahmenerzählung (1,1–21; 42,12–17) kann vorexilisch sein, wird aber meist auf die frühe Zeit nach dem Babylonischen Exil (586–539 v. Chr.) datiert. Denn ihre Hauptperson ist ein Nichtisraelit, und sie behandelt ein allgemeines theologisches Problem, ähnlich wie andere nachexilische Bücher. Die Himmelsszenen sind sicher frühnachexilisch, weil „Satan“ darin anders als in 1 Chr 21,1  noch kein Eigenname ist, sondern wie in Sach 3,1f.  einen „Ankläger“ als menschenfeindliches Himmelswesen bezeichnet. Die Kunstform und theologische Reflexion der gedichteten Dialogreden setzen die traditionelle jüdische Weisheitsliteratur voraus. Kritik am Tun-Ergehen-Zusammenhang kam frühestens mit Kohelet auf. Ijob 12,9  zitiert offenbar den Exilspropheten Deuterojesaja (Jes 41,20 ). Ijob 14,7–22  weist wie Koh 3,16–22; 9,5–10 eine Ansicht vom Fortleben nach dem Tod zurück, die frühestens seit 500 v. Chr. im Judentum aufkam. Wegen der Nähe zum Kynismus waren die Redenautoren eventuell mit hellenistischer Kultur vertraut. Im Aristeasbrief (um 100 v. Chr.) waren Elihus Reden bereits bekannt. Aus diesen und weiteren Gründen wird die Entstehung des Buchs von legendarischen Anfängen bis zur Schlussredaktion auf 500 bis 100 v. Chr. datiert.

### Stellung im Bibelkanon
Das Buch Ijob gehört zum dritten Teil des Tanachs, den Ketuvim (Schriften). Dort steht es an zweiter Stelle nach den Psalmen. Im christlichen Alten Testament gehört es zur Weisheitsliteratur, in denen die Grundüberzeugung vom engen Zusammenhang zwischen Tun und Ergehen konstitutiv ist. Das Buch Ijob spiegelt die „Krise der Weisheit in Israel“. Die Weisheitsbücher folgen im christlichen Bibelkanon auf die Geschichtsbücher: im evangelischen Kanon auf das Buch Ester, im römisch-katholischen auf die deuterokanonischen Makkabäerbücher. In den Bibeln der meisten orthodoxen Kirchen steht das Buch nach den Psalmen und vor Sprüche Salomos. Die Syrisch-Orthodoxe Kirche von Antiochien stellt das Buch unmittelbar hinter die fünf Bücher Mose (Tora), weil sie annimmt, dass die darin geschilderten Ereignisse irgendwann zwischen Sintflut und Auszug aus Ägypten stattfanden.

## Theologie
Das Buch lässt sich analog zu seinem literarischen Wachstum nicht auf ein einziges Thema zusammenfassen. Seine Aussagen werden oft auf zwei Hauptfragen bezogen:
1. Wie soll sich der Mensch im Leiden recht verhalten?
2. Was sind Ursache und Zweck des Leidens?

### Rechtes Verhalten im Leiden
In der Rahmenerzählung (1,20–22) vollzieht Ijob angesichts seines Leidens einen traditionellen Trauerritus, spricht einen Lobpreis Gottes und verzichtet auf jede Klage und jede Frage nach dem Warum und Wozu seines Geschicks. Mit Bezug auf diese Stelle hob die traditionelle jüdische und christliche Exegese ihn als Vorbild des frommen Dulders hervor. Der Dialogteil stellt diese Haltung jedoch in Frage. Er beginnt mit Ijobs großer Klage (3), die sich zur Anklage Gottes steigert (9,14–35). Auf den Rat des Elifas, seine Klage gemäß weisheitlicher Tradition einzustellen (5,1–2; vgl. Spr 29,11), verweigert Ijob, die Haltung des Dulders einzunehmen (6,1–13; 7,11; 10,1). Der Epilog nennt seine Gottesrede „recht“ und verwirft die seiner Freunde (42,7), erkennt also seine Klage und Anklage im Leiden als menschlich legitim an.
Ijobs Vorwurf, die Erde sei ein Chaos (3; 21,7–11) und in der Hand eines Verbrechers (9,24), wird in den Gottesreden zurechtgewiesen: Gott fragt ihn rhetorisch, ob er je die Rolle des Schöpfers eingenommen habe und einnehmen könne, ob er beim Schöpfungsakt dabei gewesen sei und die Gesetze der Schöpfungserhaltung kenne (40,9–14). Ijob gesteht ein, er habe im Unverstand über Dinge geurteilt, die ihm zu hoch und wunderbar seien (42,3–6). Dies wird oft als Trauerprozess beschrieben, bei dem der Kläger und Rebell durch die Klage hindurch zur Annahme des Leidens aus Gottes Hand findet, die schon die Rahmenerzählung empfahl.
Obwohl die Haltung der drei Freunde der biblischen Weisheitstheologie entspricht, wird sie im abschließenden Gottesurteil (42,7–9) verworfen: In der konkreten Situation des leidenden Freundes versagt das bloße Reden über Gott und Belehren, weil es zu teilnahmsloser, zynischer Menschenverachtung statt zu solidarischem Mitgefühl wird und so dem Gott widerspricht, den die Freunde verteidigen. Nur Ijob sucht die persönliche Hinwendung zu Gott und redet zu und mit ihm.

### Ursache und Ziel des Leidens

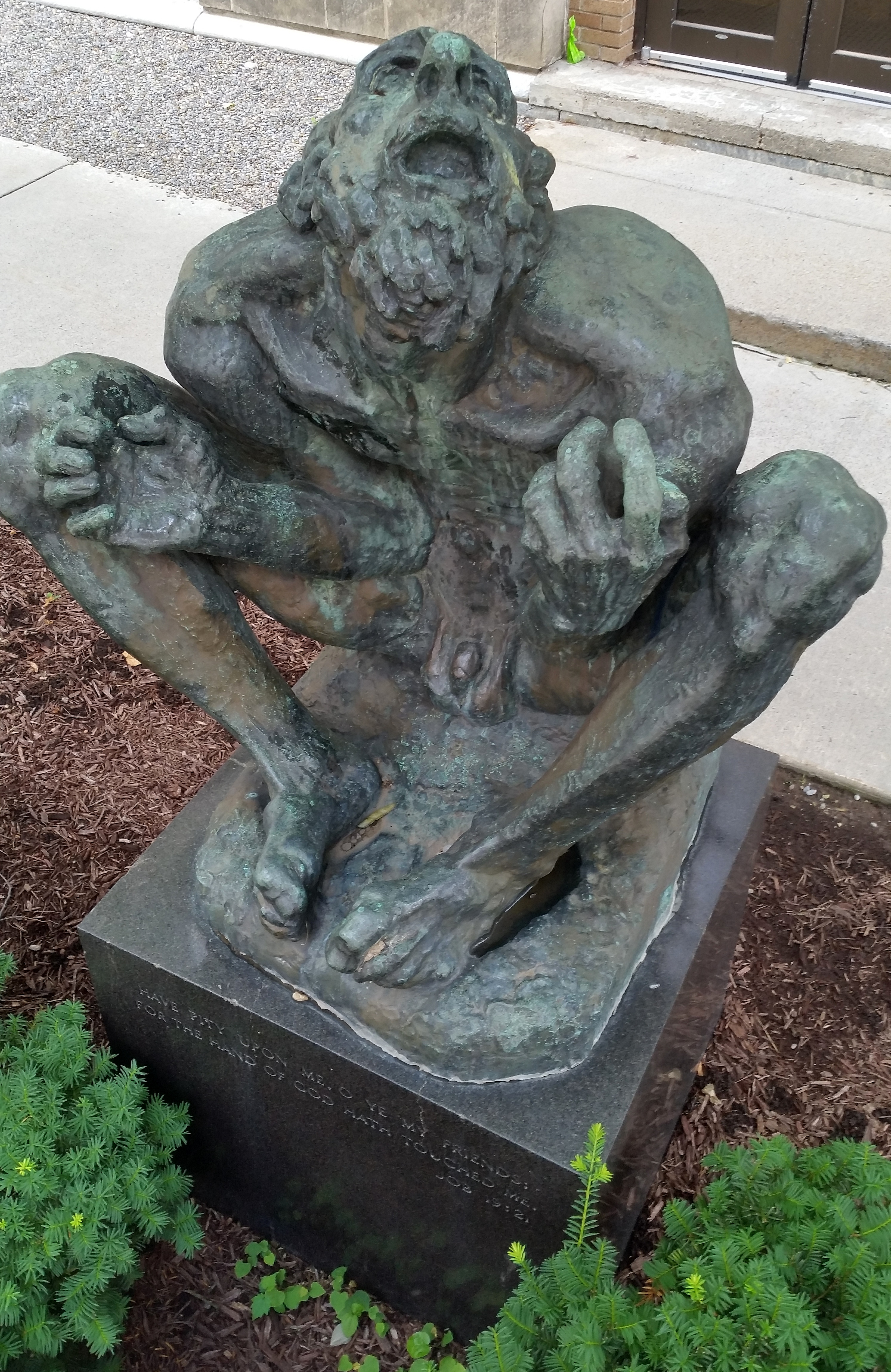
Job (Bronze, 1945), von Ivan Meštrović. Aufgestellt an der Syracuse University, Syracuse, New York.

Die älteste Rahmenerzählung fragt noch nicht nach der Ursache des Leidens, sondern deutet mit Metaphern aus der Gerichtsprophetie (1,16: „Feuer Gottes“) nur an, dass Gott es geschickt habe. Die Himmelsszenen sagen erzählend aus, dass Gott das Leiden nicht erzeugt, sondern zulässt. Es stammt nicht von Gott und geht nicht auf seine Initiative zurück, sondern widerspricht seinem eigentlichen Willen: Darum erhält der Ankläger nur begrenzte Erlaubnis, Leid zu verursachen, mit dem Ziel, seine Behauptung der Eigennützigkeit Ijobs zu widerlegen. Das von Satan zugefügte Leiden dient somit der Menschenwürde dessen, dem es widerfährt: Gott setzt auf ihn und seine Uneigennützigkeit.
Die Freunde interpretieren Ijobs Leiden dagegen:
- als Folge seiner individuellen Schuld mit dem Ziel, diese zu bestrafen und zu sühnen, um ihn zur Umkehr zu bringen (36,10). Sie vertreten den zweiseitigen Vergeltungsglauben, wonach der Gerechte Lohn, der Frevler Strafe zu erwarten habe (15,20–35; 18,5–21; 27,7–23; 36,5–14). Daraus ergab sich der Rückschluss, der Glückliche müsse gerecht und gut, der Unglückliche verwerflich und schlecht gehandelt haben.
- als unabwendbaren Bestandteil des Menschseins, Folge seines Geschaffenseins, unabhängig vom Verhalten (4,17–21; 15,14–16; 25,4–6).
- als pädagogische Zurechtweisung, die die Seele vor dem Untergang bewahrt (5,17f.; vgl. Spr 3,11f.; 13,24; 23,12–14). Diese Sicht vertreten vor allem die Elihu-Reden (33,19; 33,30).
- analog zur Rahmenhandlung als Bewährungsprobe des Gerechten, in der sich die Echtheit seines Glaubens herausstellt (36,21).

Die Gottesreden gehen nirgends auf diese vier Erklärungsmuster ein. Indem sie ihren Verdacht, Ijob müsse gesündigt haben, ignorieren, weisen sie dieses Vergeltungsschema zurück. Zuletzt wird die Haltung der Freunde ausdrücklich verurteilt (42,7–10).
Auch auf Ijobs Leiden gehen die Gottesreden nicht ein. Sie führen ihm Phänomene der Natur und Tierwelt vor Augen, die er weder durchschauen noch beherrschen kann. Sie verweisen ihn damit auf die Schöpfung, die zwar scheinbar chaotische Elemente enthalte, die Gott aber immer von neuem bändige. Sie führen ihn damit vom Blick auf das individuelle Leiden weg zum Blick auf das Ganze der wunderbaren, schrecklichen und erhabenen Welt. Sie beantworten seine Klage also anders als erwartet und indirekt, indem sie sein Leiden nicht in ein durchschaubares Schema, sondern als Teil der undurchschaubaren, geheimnisvollen Schöpfung einordnen.
Franz Delitzsch betonte in seinem Hiobkommentar (1876): Von den verschiedenen biblischen Leidensformen sei nur das Strafleiden des Gottlosen durch Gottes Zorn verursacht. Das Leid des Gerechten sei immer in Gottes Liebe begründet. Es könne Zeugnisleiden oder Prüfungsleiden sein. Sie hätten mit der Sünde des Menschen nichts zu tun, etwa in Joh 21,19  und Mt 5,11–12 . Zeugnisleiden wie Verfolgung und Märtyrertod widerfahre dem Gläubigen wegen seiner Treue zu Gott, allein zu Gottes Ehre. Prüfungsleiden (zum Beispiel in Joh 9,1–3 , Jak 1,12  und 1 Petr 1,6–7 ) hingegen solle sein Gottvertrauen und seine Geduld bewähren, seine Erwählung rechtfertigen, die Anklagen des Satans widerlegen und eine Liebe zu Gott um seiner selbst willen und nicht wegen dinglicher Vorteile offenbaren. Es lasse sich weiter unterteilen in reine Bestärkung der bereits vorhandenen Gerechtigkeit oder Züchtigungsleiden zum Abschmelzen noch vorhandener Sünde, zum Beispiel in Spr 3,11 , 1 Kor 11,32  und Hebr 12 . Bei Ijob gehe es primär um reines Prüfungsleiden, sekundär auch um Züchtigungsleiden. Denn auch Ijob müsse am Ende zugeben, vermessen gegen Gott geredet zu haben (42,6). Die Freunde würfen ihm jedoch zu Unrecht mal Straf-, mal Züchtigungsleiden vor.

### Theodizeefrage
Mit Ijobs Klagen wird die Frage aufgeworfen, wie es sein kann, dass der gerechte Gott duldet, dass guten Menschen Böses widerfährt. Sie ergründet, weshalb trotz Gottes Allmacht und Güte auch ein gerechter Mensch leiden kann. In der theologischen Fachsprache hat sich dafür der Ausdruck Theodizee, also die Frage nach der Rechtfertigung eines liebenden Gottes angesichts des Leidens, eingebürgert. Die Ijob-Geschichte wehrt sich gegen die Annahme eines Tun-Ergehen-Zusammenhangs, der Leiden als Strafe Gottes für sündhaftes Verhalten versteht, und deutet es – so eine verbreitete These – vielmehr als Prüfung und Erziehung des Leidenden. In einer anderen Deutung beinhalten die Antworten, die Gott Ijob schließlich gibt, eine Zurückweisung der Theodizee-Frage: Die Wunder der Schöpfung übersteigen das Erkenntnisvermögen des Menschen, weshalb es für ihn unangemessen ist, von einem Einzelfall aus die göttliche Ordnung als Ganzes in Frage stellen zu wollen. Laut dem Theologen Andreas Lehnardt endet das Buch dennoch in der Ambivalenz: 

„Die paradigmatische Entfaltung von H[iob]s abgründiger Gotteserfahrung und sein Protest gegen Gottes satanisches Handeln (Hi 16,9 , Hi 30,21 ) wird zum Schluß als Zeugnis wahrer Rede von Gott durch Gott selbst anerkannt.“

Das Schicksal der umgebrachten zehn Kinder Ijobs und der ungezählten getöteten Hirten als ein Ausgangspunkt für Ijobs Leiden wird in den theologischen Deutungen nicht thematisiert.

## Rezeption im Christentum

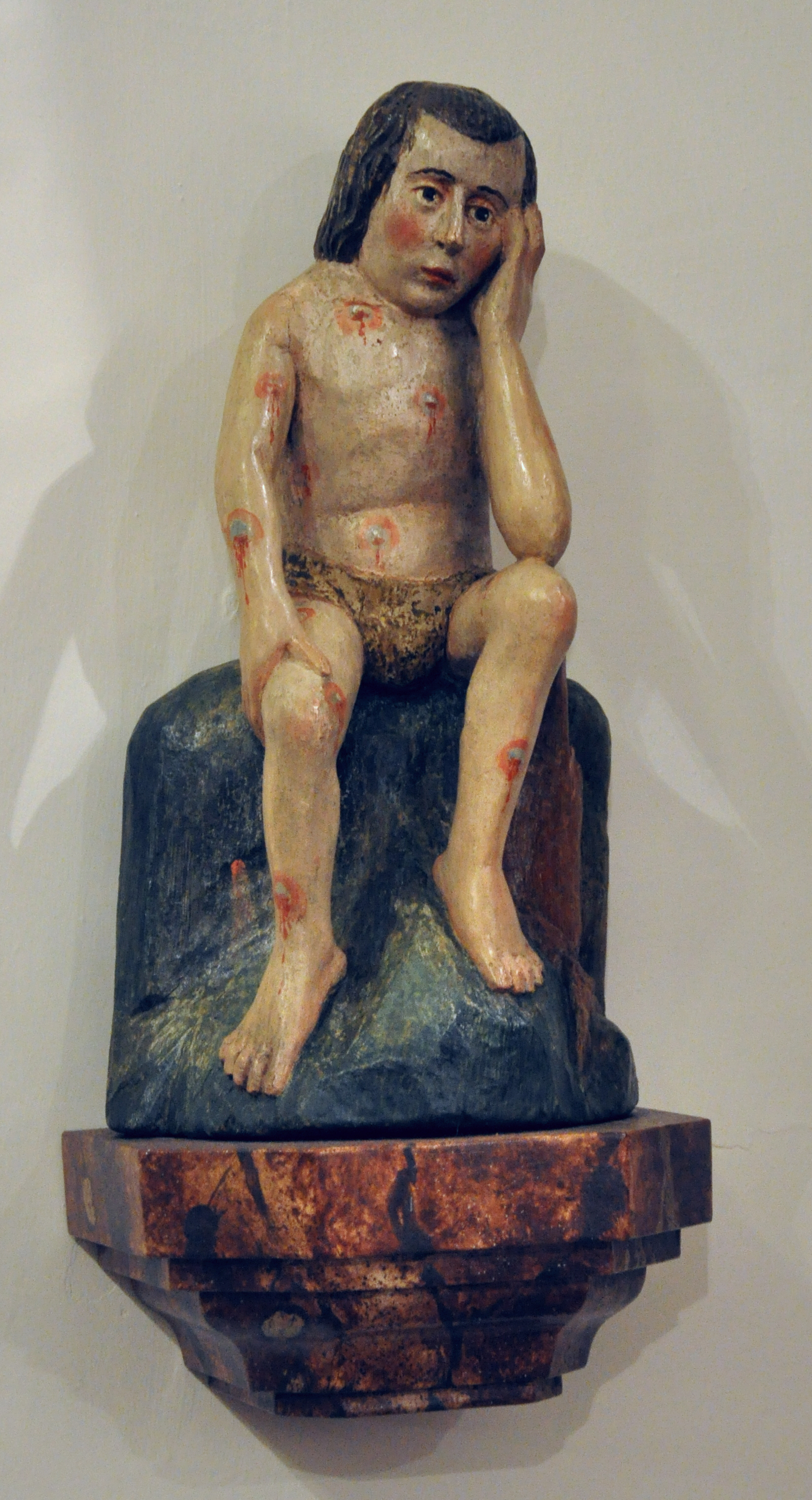
Hiob-Skulptur (Pfarrkirche St. Luzia, Ostrach-Levertsweiler, Landkreis Sigmaringen)

Im Neuen Testament wird Ijob viermal erwähnt.
Im Brief des Jakobus wird das Ausharren und die Treue Ijobs zu seinem Gott als Vorbild für Christen hervorgehoben:

„Wer geduldig alles ertragen hat, den preisen wir glücklich. Ihr habt von der Ausdauer des Hiob gehört und das Ende gesehen, das der Herr herbeigeführt hat. Denn der Herr ist voll Erbarmen und Mitleid.“

In der christlichen Tradition und Frömmigkeit spielen die Verse 25 und 26 aus Kapitel 19 eine besondere Rolle, da sie auf Christus und die christliche Auferstehungshoffnung bezogen werden. In dieser Auslegungstradition finden sie sich auf zahlreichen Grabmonumenten.
Eine Parallele zu Ijobs Geschichte findet sich im deuterokanonischen Buch Tobit. Im sogenannten Testament Hiobs gilt Ijob als Sohn Esaus; seine zweite Frau ist Dina, die Tochter Jakobs.
In der christlich-apokryphen „Apokalypse des Paulus“ wird Paulus in einer Vision an den Fluss aus Wein im Norden der Stadt Christi geführt. Dort sieht er Ijob zusammen mit Abraham, Isaak und anderen Heiligen (Kapitel 27). Später wird Paulus von einem Engel in das Paradies geführt. Dort wird ihm von Ijob erzählt, alles Leid in der Welt auf sich zu nehmen, sei den Lohn am Ende wert (Kapitel 49).
Folgende Daten sind kirchliche Gedenktage zu Hiob:
- evangelisch: 9. Mai im Kalender der Lutherischen Kirche – Missouri-Synode
- römisch-katholisch: 10. Mai
- orthodox: 6. Mai
- armenisch: 6. Mai und 26. Dezember, gefeiert am 3. Donnerstag nach dem Assumptionssonntag
- koptisch: 27. April, Tag seiner Heilung: 29. August

## Rezeption im Islam

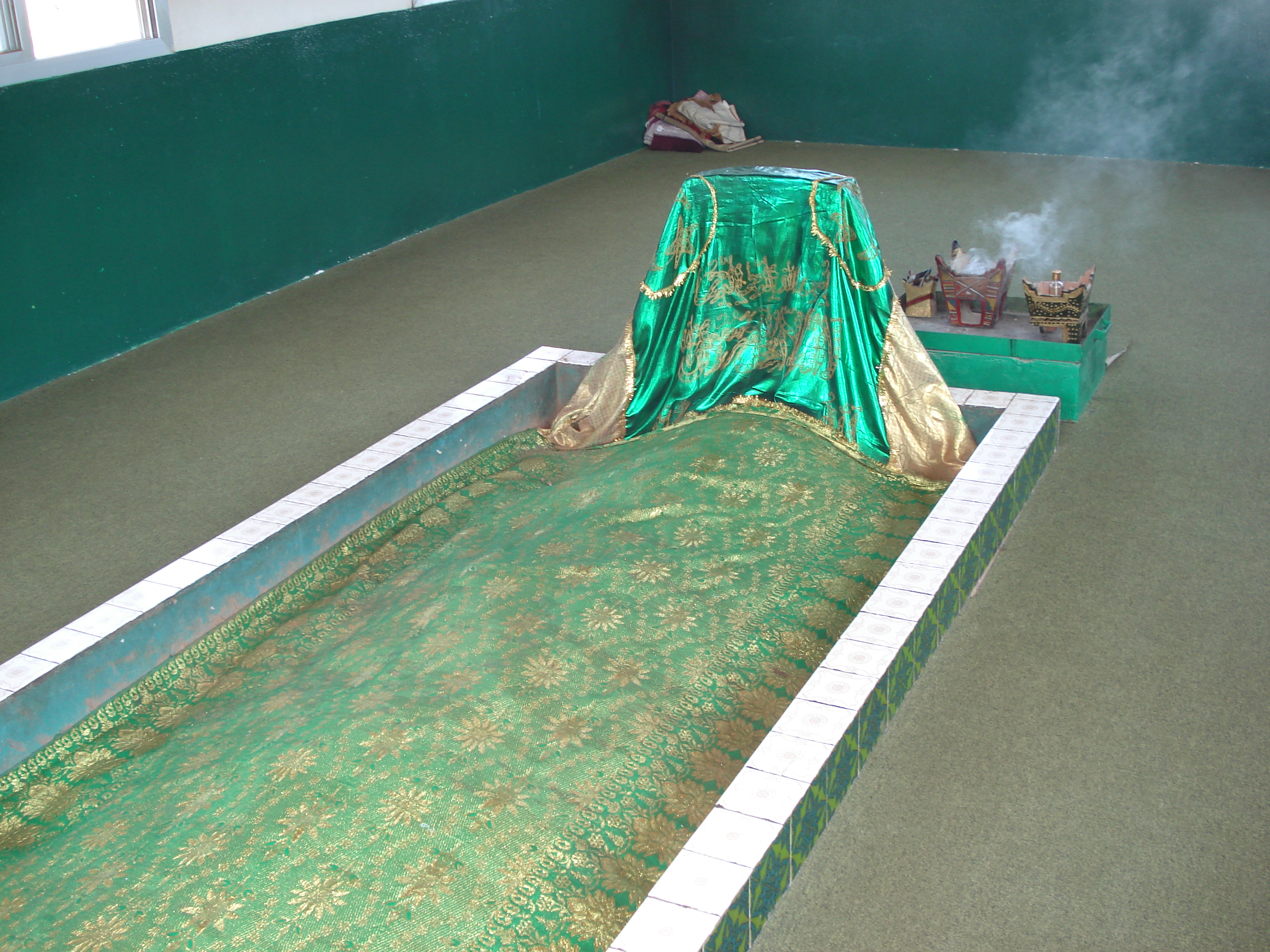
Das Grab Hiobs, außerhalb von Salala, Sultanat Oman

Auch im Islam ist die Geschichte von Ijob (arabisch أيوب, DMG Aiyūb) bekannt. Im Koran wird Ijob an zwei Stellen (Sure 4:163; Sure 6:84) in einer Liste biblischer Persönlichkeiten erwähnt, denen Gott Rechtleitung verliehen bzw. eine Offenbarung gegeben hat. Fragmente seiner Geschichte erscheinen in Sure 21,83–84 und 38,41–44. Ein besonderes Element in den islamischen Versionen der Geschichte ist der durch göttliche Intervention verhinderte Meineid Ijobs. Nach den betreffenden Erzählungen, die an Sure 38:44 anknüpfen, hatte Ijobs Frau dem Teufel gelobt, ihm zu dienen, falls er ihnen ihren früheren Wohlstand zurückgäbe. Aus Zorn darüber schwor Hiob, ihr hundert Rutenstreiche zu verpassen, wenn er wieder gesund werden würde. Nachdem ihn Gott errettet hatte, befahl er ihm, ihr mit einem Bündel von hundert Palmenruten nur einen einzigen Streich zu versetzen, um so seinen Eid halten zu können, ohne ihr wehtun zu müssen.
Aiyūb gilt im Islam als ein Prophet. Bis heute ist sein Name bei Muslimen ein beliebter Vorname. Die türkische Version lautet Eyüp.

## Rezeption im Baháʼítum
In den Schriften des Baháʼí-Glaubens hat der Religionsstifter des Bahaitums, Bahá'u'lláh, eine lange Tafel verfasst, deren erster Teil sich mit Hiob befasst. Die Tafel wird oft als Tafel der Geduld oder als Tafel des Hiob bezeichnet.

## Sonstige Rezeption

### Darstellende Kunst

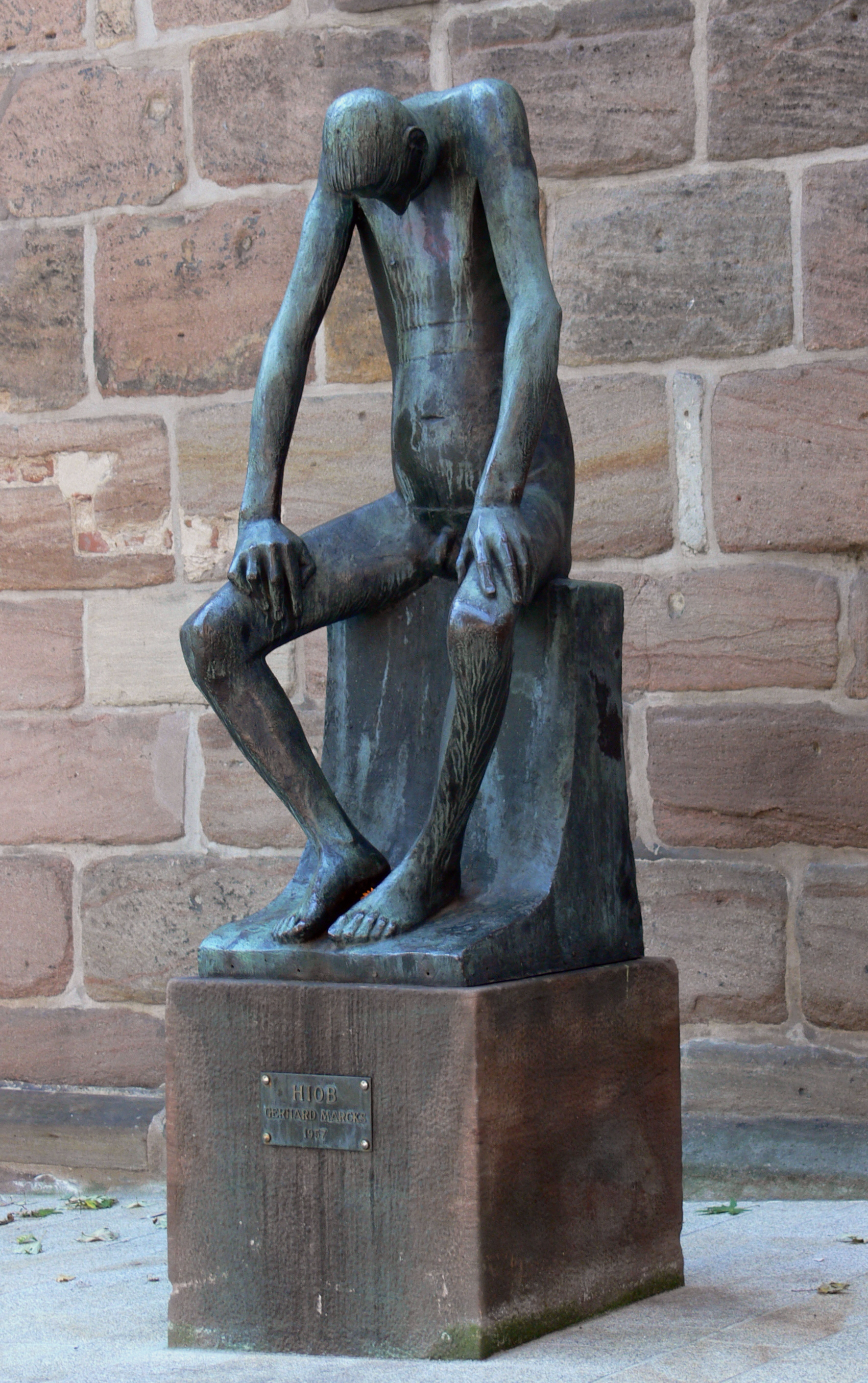
Hiob-Skulptur (1957) von Gerhard Marcks vor der Kirche St. Klara in Nürnberg

- Georges de la Tour zeigt in seinem Gemälde Job raillé par sa femme, wie Ijob von seiner Frau verspottet wird.

### Filme
- 1919 wird das deutsche Stummfilmdrama Hiob uraufgeführt; Regie: Kurt Matull, in der Titelrolle Eduard von Winterstein.

- In Anders Thomas Jensens Film Adams Äpfel (Dänemark 2005) verkörpert Pastor Ivan den von Gott geplagten Menschen, dem am Ende Wiedergutmachung zuteilwird. In diesem Film wird auch der Neonazi Adam immer wieder mit dem Buch Hiob konfrontiert, indem beispielsweise seine Bibel, wenn sie zu Boden fällt, immer wieder am Anfang dieses Textes aufgeschlagen wird.
- In Mission: Impossible (USA, 1996) beauftragt „Max“ einen Agenten mit dem Hinweis „Job 3.14“. Ethan Hunt, gespielt von Tom Cruise, findet später heraus, dass es sich dabei um das Buch Ijob, Kapitel 3, Vers 14, handelt.
- Terrence Malick beginnt seinen Film The Tree of Life (USA, 2011) mit einem schriftlich eingeblendeten Zitat aus dem Buch Hiob (Kapitel 38, Verse 4–7) und wird im Verlauf des Films den jeweils von einer Off-Stimme eingesprochenen Weg der Natur und den Weg der Gnade als zwei mögliche Lebenswege gegeneinanderstellen.

### Musik
Einzelne Zitate oder Passagen aus dem Buch Hiob wurden öfter vertont, besonders in der europäischen Kirchenmusik. Der Satz „Ich weiß, dass mein Erlöser lebt“ aus Hi 19,25  bezeichnet folgende musikalische Werke:
- eine Motette von Heinrich Schütz,[18]
- ein Werk von Johann Michael Bach (1648–1694),[19]
- eine Kantate von Georg Philipp Telemann (früher fälschlich Johann Sebastian Bach zugeschrieben),
- die Sopranarie I know that my Redeemer liveth, mit dem der dritte Teil von Händels Messiah beginnt,[20]
- deren deutsche Version in Wolfgang Amadeus Mozarts Arrangement (Der Messias (Händel, arr. Mozart)),[21]
- einen Song von Lothar Kosse aus dem Album Zieh mich höher.[22]

Auf andere Hiobtexte bezogen sind folgende Werke:
- Ralph Erskin veröffentlichte 1753 Jobs Hymns: or a Book of Songs on the Book of Job.[20]
- Fanny Hensel schrieb 1831 die Kantate "Hiob" bestehend aus drei Sätzen mit Text aus den Kapiteln 7, 13 und 10.
- Carl Loewe vollendete 1848 ein Oratorium Hiob, dessen Partitur wiederhergestellt werden konnte.[23]
- 1930 wurde die Ballettmusik Job: A Masque for Dancing von Ralph Vaughan Williams uraufgeführt.
- 1979 wurde Wilfried Hillers Oper Ijob / Hiob an der Bayerischen Staatsoper München uraufgeführt.
- 1981 veröffentlichte Claus Kühnl unter dem Titel Die Klage des Hiob fünf dramatische Szenen für Sprecher, große Orgel und Klavier.
- 1996 erschien von George Tabori Die Ballade vom Wiener Schnitzel. Im vierten Akt nimmt die Hauptfigur, Alfons Morgenstern, in einem Rollenspiel die Rolle des Hiob an.
- 2009 erschien von der Band Nachtblut auf dem Album Antik das Stück Ijobs Botschaft.

### Krankheitsname
- Das Hyper-IGE-Syndrom wurde 1966 von den Erstbeschreibern Job’s syndrome genannt. Die beschriebenen Patienten hatten wiederkehrende therapieresistente Staphylokokken-Hautinfektionen und Abszesse an verschiedenen Körperstellen. In Anlehnung an Hiobs Geschwüre schlugen sie den Namen vor.[24]

### Kommentare und exegetische Untersuchungen
- Claus Westermann: Der Aufbau des Buches Hiob (= Calwer Theologische Monographien Band 6). Calwer Verlag, Stuttgart 1978, ISBN 3-7668-0539-8.
- Othmar Keel: Jahwes Entgegnung an Ijob. Eine Deutung von Ijob 38-41 vor dem Hintergrund der zeitgenössischen Bildkunst. Vandenhoeck & Ruprecht, Göttingen 1978, ISBN 3-525-53282-2.
- Jürgen Ebach: Artikel Hiob/Hiobbuch. In: TRE 15 (1986), S. 360–380.
- Markus Witte: Vom Leiden zur Lehre. Der dritte Redegang (Hiob 21-27) und die Redaktionsgeschichte des Hiobbuches (= Beihefte zur Zeitschrift für die alttestamentliche Wissenschaft 230). de Gruyter, Berlin u. New York 1994, ISBN 3-11-014375-5.
- Hans-Peter Müller: Das Hiobproblem. Seine Stellung und Entstehung im alten Orient und im Alten Testament (= Erträge der Forschung. 84). Wissenschaftliche Buchgesellschaft, Darmstadt 1995, ISBN 3-534-07265-0.
- Jürgen van Oorschot: Tendenzen der Hiobforschung. In: Theologische Rundschau NF 60 (1995), S. 351–388.
- Gabrielle Oberhänsli-Widmer: Hiob in der jüdischen Antike und Moderne. Neukirchener Verlag, Neukirchen-Vluyn 2003, ISBN 3-7887-1945-1.
- Jürgen van Oorschot: Die Entstehung des Hiobbuches. In: Th. Krüger, M. Oeming, K. Schmid, Ch. Uehlinger (Hrsg.): Das Buch Hiob und seine Interpretation: Beiträge zum Hiob-Symposium auf dem Monte Verità vom 14.–19. August 2005 (=  Abhandlungen zur Theologie des Alten und Neuen Testaments 88). Theologischer Verlag, Zürich 2007, ISBN 3-290-17407-7, S. 165–184.
- Theodor Seidl, Stephanie Ernst (Hrsg.): Das Buch Ijob. Gesamtdeutungen – Einzeltexte – Zentrale Themen (= Österreichische biblische Studien 31). Peter Lang, Frankfurt am Main 2007, ISBN 978-3-631-56241-3.
- Ludger Schwienhorst-Schönberger: Ein Weg durch das Leid – Das Buch Ijob. Herder, Freiburg i.Br. 2007, ISBN 978-3-451-29672-7.
- Konrad Schmid: Hiob als biblisches und antikes Buch. Historische und intellektuelle Kontexte seiner Theologie (= Stuttgarter Bibelstudien 219). Katholisches Bibelwerk, Stuttgart 2010, ISBN 978-3-460-03194-4.
- Raik Heckl: Hiob – vom Gottesfürchtigen zum Repräsentanten Israels. Studien zur Buchwerdung des biblischen Hiobbuches und zu seinen Quellen. Mohr Siebeck, Tübingen 2010, ISBN 978-3-16-150337-5.
- Meik Gerhards: Gott und das Leiden. Antworten der babylonischen Dichtung Ludlul bēl nēmeqi und des biblischen Hiobbuches (= Beiträge zur Erforschung des Alten Testaments und des Antiken Judentums 60). Peter Lang, Frankfurt am Main 2017, ISBN 978-3-631-73270-0 (Print); E-ISBN 978-3-631-73275-5 (E-Book).
- Markus Witte: Hiobs viele Gesichter. Studien zur Komposition, Tradition und frühen Rezeption des Hiobbuches (= Forschungen zur Religion und Literatur des Alten und Neuen Testaments 267). Vandenhoeck & Ruprecht, Göttingen 2018, ISBN 978-3-525-55265-0.
- Benedikt Peters: Das Buch Hiob. Christliche Literatur-Verbreitung, Bielefeld 2020, ISBN 978-3-86699-397-6.
- Markus Witte: Das Buch Hiob (= Das Alte Testament Deutsch (ATD), Bd. 13). Vandenhoeck & Ruprecht, Göttingen 1980, ISBN 978-3-525-51643-0 (Print); E-ISBN 978-3-647-51643-1 (E-Book).
  - ersetzte Artur Weiser: Das Buch Hiob (= ATD, Bd. 13). 7. Aufl., Vandenhoeck & Ruprecht, Göttingen 1980, ISBN 3-525-51160-4.

### Theologische und philosophische Auslegungen
- Karl Barth: Hiob. Neukirchen-Vluyn 1966 (Text ebenso in Karl Barth: Kirchliche Dogmatik, Band IV/3).
- Schalom Ben-Chorin, Michael Langer: Die Tränen des Hiob. Tyrolia, Innsbruck 1994, ISBN 3-7022-1939-0 (Mit Farbfotos von Hans-Günther Kaufmann).
- Klara Butting, Gerard Minnaard (Hrsg.): Die Bibel erzählt … Hiob. Mit Beiträgen aus Judentum – Christentum – Islam – Literatur – Kunst. Erev Rav, Knesebeck 2003, ISBN 3-932810-19-8.
- René Girard: Hiob – ein Weg aus der Gewalt. Benziger, Zürich 1990, ISBN 3-545-70011-9.
- Nancy Guthrie: An der Hoffnung festhalten. Im Leid unterwegs zum Herzen Gottes. Hänssler, Holzgerlingen 2003, ISBN 3-7751-3982-6.
- Carl Gustav Jung: Antwort auf Hiob. Rascher, Zürich 1952; dtv, München 20012, ISBN 3-423-15062-9.
- Josef Kausemann: Hiob. Geheimnis des Leidens. Christliche Verlags-Gesellschaft, Dillenburg 1990, ISBN 3-89436-015-1.
- Andrea Tafferner: Das Buch Ijob lesen, in: Entschluss, 53. Jahrgang, 1998, Heft 11, S. 8–9.
- Navid Kermani: Der Schrecken Gottes, Attar, Hiob und die metaphysische Revolte. C.H.Beck, München 2005, ISBN 3-406-53524-0.
- Werner Schüßler, Marc Röbel (Hrsg.): HIOB – transdisziplinär. Seine Bedeutung in Theologie und Philosophie, Kunst und Literatur, Lebenspraxis und Spiritualität (= Herausforderung Theodizee. Transdisziplinäre Studien, hg. von Werner Schüßler und Hans-Gerd Janßen, Bd. 3). LIT, Berlin 2013, ISBN 978-3-643-11992-6.
- Christoph Türcke: Umsonst leiden. Der Schlüssel zu Hiob. zuKlampen, Springe 2017, ISBN 978-3-86674-562-9.
- Georg Langenhorst: Hiob unser Zeitgenosse. Die literarische Hiob-Rezeption im 20. Jahrhundert als theologische Herausforderung. Grünewald, Mainz 1994, ISBN 3-7867-1757-5.
- Martin Luther: Vorrede über das Buch Hiob 1545. In: www.glaubensstimme.de, (in der WA DB: D. Martin Luthers Werke, kritische Gesammtausgabe. (Weimarer Ausgabe). [Abteilung] Die Deutsche Bibel, 10. Band, 1. Hälfte. Böhlau, Weimar 1956. Vorrede 1524 S. 4, Vorrede 1545 S. 5–6 – Internet Archive).
- Markus Witte (Hrsg.): Hiobs Gestalten. Interdisziplinäre Studien zum Bild Hiobs in Judentum und Christentum. SKI.NF 2, Evangelische Verlagsanstalt, Leipzig 2012, ISBN 978-3-374-03013-2.
- Peter Lippert: Der Mensch Job redet mit Gott. Ars sacra Joseph Mueller, München 1934.
- Friedrich Weinreb: Die Freuden Hiobs, Zürich 2006, ISBN 978-3-9523168-1-8

### Bibeltexte
- Ijob 1 EU: Link zum Bibleserver, verschiedene Übersetzungen der Bibel, ins Deutsche und in andere Sprachen
- Jüdische Übersetzung von Rabbiner Dr. Simon Bernfeld
- Ijob als Audio-Bibel nach der Lutherbibel 1964
- Fridolin Stier (Autor), Eleonore Beck, Martha Sonntag (Hrsg.): Das Buch Ijob. Katholisches Bibelwerk, ISBN 978-3-460-32058-1.
- Hans Zimmermann: Interlinearübersetzung der Kapitel 38-41 (hebr., griech., lat., dt.)

### Exegese, Religionspädagogik
- Markus Witte: Hiobbuch. In: Michaela Bauks, Klaus Koenen, Stefan Alkier (Hrsg.): Das wissenschaftliche Bibellexikon im Internet (WiBiLex), Stuttgart, 2006 ff.
- Martin Rösel: 5.1. Das Buch Hiob/Ijob (Hi). In: Martin Rösel: Bibelkunde des Alten Testaments auf die-bibel.de. 2021.
- Michael Fricke: Ijob/Hiob, bibeldidaktisch, Grundschule. In: Mirjam Zimmermann, Heike Lindner (Hrsg.): WiReLex, Wissenschaftlich‐Religionspädagogisches Lexikon, www.die-bibel.de/ressourcen/wirelex, Februar 2016, doi:10.23768/wirelex.IjobHiob_bibeldidaktisch_Grundschule.100144
- Eva Stögbauer-Elsner: Ijob/Hiob, bibeldidaktisch, Sekundarstufe. In: Mirjam Zimmermann, Heike Lindner (Hrsg.): WiReLex, Wissenschaftlich‐Religionspädagogisches Lexikon, www.die-bibel.de/ressourcen/wirelex, Februar 2016, doi:10.23768/wirelex.IjobHiob_bibeldidaktisch_Sekundarstufe.100145